# Înserare de toamnă
Înserare de toamnă este o poezie de Nichita Stănescu din volumul Necuvintele, apărut în 1969. 

## Legături externe
- Înserare de toamnă